# Kelly Anna
Kelly Anna, született Ézsöl Anna (Léva, 1919. október 6. – Budapest, Józsefváros, 1965. június 25.) az 1940-es évek sikeres énekesnője, előadóművésze.

## Életpályája
Trianon után háttérbe kényszerült magyar családja a megélhetésért Budapestre költözött (ezért szerepel néha életrajzában születési helyként Budapest). Színésznő, énekesnő szeretett volna lenni, ezért akrobata- és tánciskolába íratták. Tehetségét korán felismerték, és külföldre szerződtették.
Ekkor vette fel a Kelly nevet. Miután egy prágai balesete után akrobata pályafutását be kellett fejeznie, beiratkozott a budapesti M. Nedelkovits Anna énekiskolájába. Tanárnője javaslatára jelentkezett a Pátria hanglemezkiadónál, ahol szerződtették, és már 1940-ben megjelent első lemeze. Egyből keresett énekesnő lett. Különböző szórakozóhelyeken lépett fel (Stefánia úti Hungária Kert, margitszigeti Parisien, Paulay Ede utcai Parisien Grill, Nagymező utcai Moulin Rouge).
Első filmje az Egy csók és más semmi volt 1941-ben. 1943-ban már primadonna (Sárdy János mellett) Lehár Luxemburg grófja című dalművében.
Pályája egyenesen és gyorsan ívelt felfele. A második világháború alatt sokszor énekelt katonadalokat különböző rendezvényeken, ezért később az igazolóbizottság örökre eltiltotta a szerepléstől.
1946-ban megismerkedett Mihai Vasilopol román diplomatával, akivel 1949-ben Bukarestben házasságot kötött, és Romániába költözött, ahol folytatta énekesnői pályáját. Előbb a konstancai operaházban énekelt, majd később a bukaresti operettszínházhoz szerződött, ahol nagy sikereket aratott Anna Vasilopol néven, leginkább Lehár-operettekben.
Néha hazalátogatott Budapestre, egyszer még a Magyar Rádióban is szerepelt új nevén. Az 1960-as években megbetegedett, Budapesten kezelték, és itt is halt meg fiatalon, 1965-ben. Sírja a Farkasréti temetőben található.
Életrajzírói szerint az 1940-es évek legtehetségesebb és legsikeresebb énekesnője volt. Az operett mellett hasonló sikerrel énekelt táncdalt, sanzont és dzsesszt is. Több mint 150 lemezfelvétel készült vele.